# 長野県道182号菅平高原線
長野県道182号菅平高原線（ながのけんどう182ごう すがだいらこうげんせん）は、長野県上田市を走る一般県道。

## 概要

### 路線データ
- 起点：上田市真田町大字長字菅平（菅平高原、国道406号交点）
- 終点：上田市真田町大字長字渋沢（国道144号交点）

## 交差する道路
- 国道406号
- 国道144号